# PKP E.100–117
Die Lokomotiven PKP E.100–117 waren Elektrolokomotiven der Polskie Koleje Państwowe (PKP). Sie wurden von 1951 bis 1957 bei Pafawag gebaut. Später wurden diese Lokomotiven in die Baureihe EP 02 01–08 eingereiht.
Die Lokomotiven waren bis 1972 im Einsatz. Drei Maschinen, die noch als Heizlokomotiven verwendet wurden, sind in den Eisenbahnmuseen in Warschau (EP02-02), in Chabówka (EP-07, 1975 bis 1997 in Zakopane als Heizlok eingesetzt) sowie in Krakau erhalten.

## Geschichte
Nach dem Ende des Zweiten Weltkriegs war die polnische Lokomotivindustrie noch nicht in der Lage, Elektrolokomotiven zu produzieren. Deshalb wurden Fahrmotoren und elektrische Ausrüstung bei britischen Firmen gekauft und bei Pafawag in Wrocław montiert. Der Prototyp wurde 1951 fertiggestellt. Nach ausgiebigen Tests wurden die Serienfahrzeuge von 1953 bis 1957 gebaut.
Anfangs erhielten sie nach dem alten Bezeichnungsschema die Betriebsnummern E.100–117.

## EP 02 01–08
Nach 1958 wurden die Lokomotiven nach der neuen Norm als EP 02 01–08 geführt. Sie hatten wegen der schlechten Qualität der Zurüstteile keinen guten Ruf. Deshalb wurden die nächsten Lokomotiven bei LEW (PKP-Baureihe EU04), Škoda (PKP-Baureihe EU05) und English Electric (PKP-Baureihe EU06) gebaut.
In den ersten Jahren waren die Lokomotiven im Schnellzugdienst eingesetzt, bald jedoch wanderten sie in den Personenzugdienst ab. 1971 wurde deshalb die Höchstgeschwindigkeit auf 70 km/h beschränkt. Kurze Zeit später wurden sie aus dem Verkehr gezogen und lediglich drei Maschinen als Heizlokomotiven verwendet.

## Konstruktion
Die Drehgestelle und die Lokkästen wurden in Schweißtechnik hergestellt. Die zuletzt gelieferten Lok EP02-08 war mit neuen Motoren ausgestattet. Die Lokomotiven besaßen eine indirekte Bremse Bauart Knorr.